# Burgruine Beilstein (Spessart)
Die Burgruine Beilstein ist die Ruine einer Höhenburg auf dem Beilstein zwischen dem Weiler Villbach und dem Ortsteil Lettgenbrunn auf dem Gebiet der Gemeinde Jossgrund im Main-Kinzig-Kreis im hessischen Spessart.

## Lage

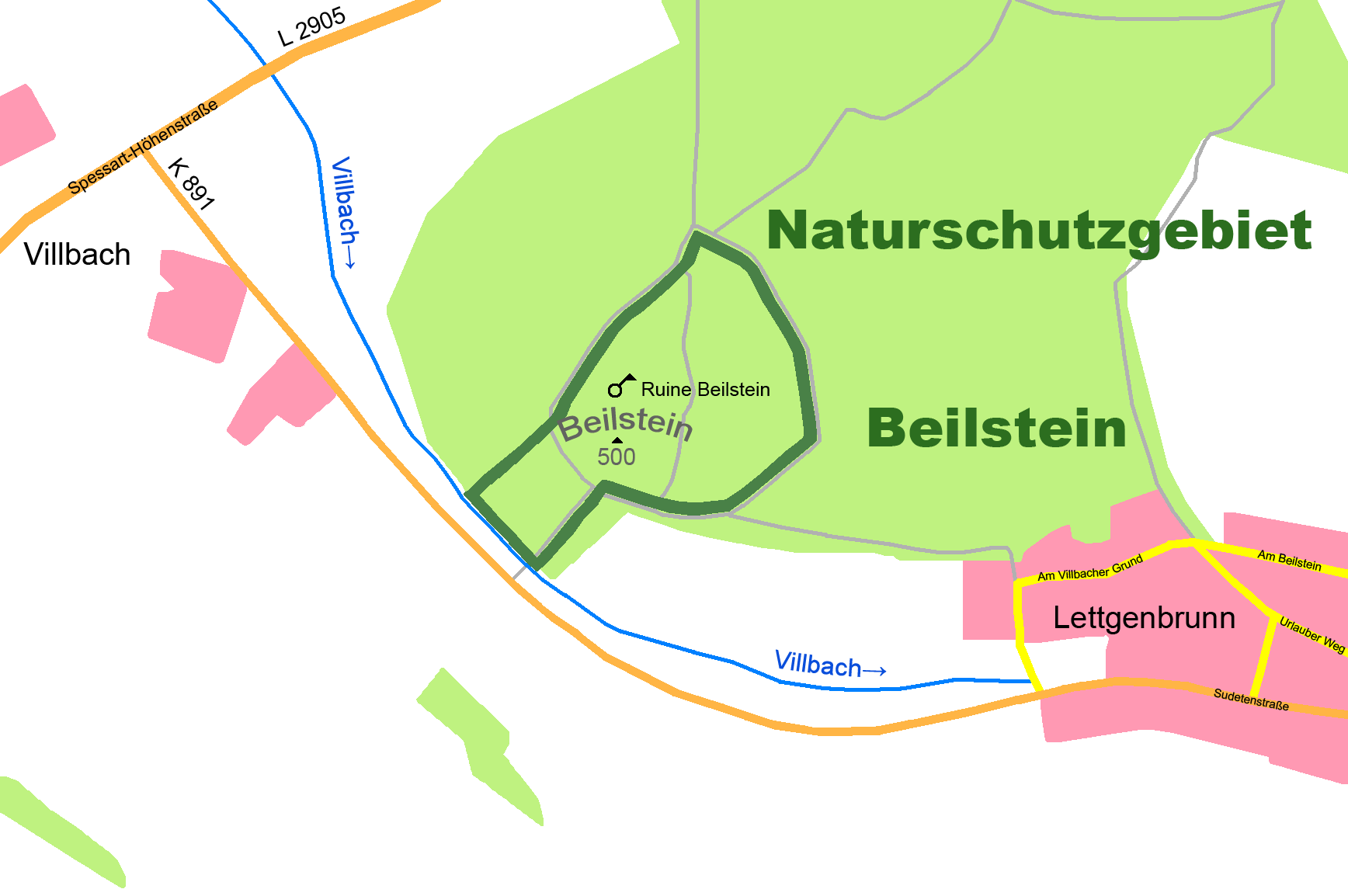
Lagekarte

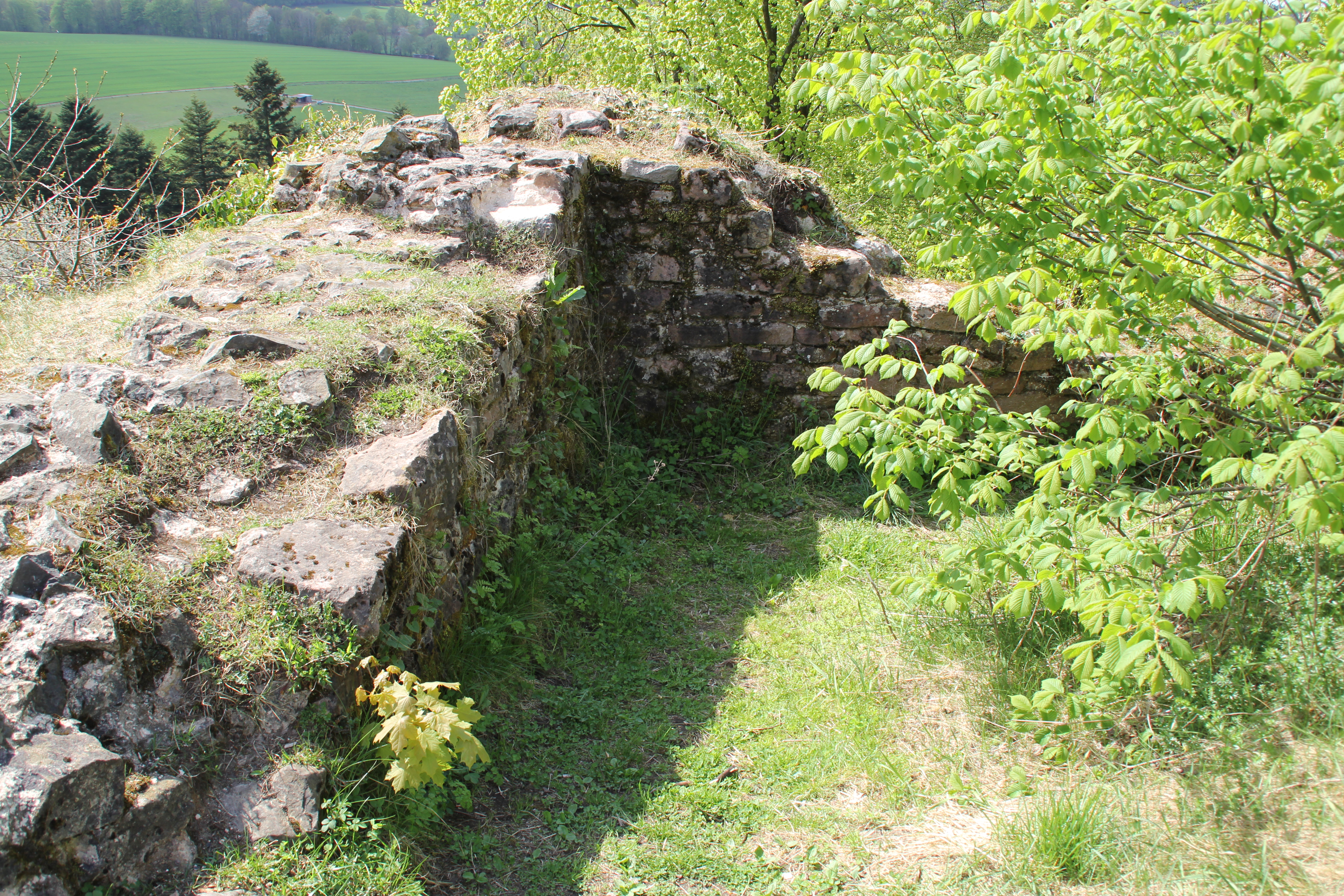
Größter Mauerrest von Innen gesehen an der Westecke des Berings

Die Ruine liegt bei 500 m ü. NN auf dem gleichnamigen Berg südöstlich von Bad Orb und Gelnhausen im hessischen Teil des Spessarts. Burgruine und Berg liegen im Zentrum eines sich nach Südosten ins bayerische Unterfranken schiebenden Vorsprungs der hessischen Landesgrenze. Die Burgruine liegt nördlich der Kreisstraße K891, die bei Villbach von der hessischen Landesstraße L2905 über Lettgenbrunn in die Orte der Gemeinde Jossgrund führt. Basaltkegel und Burg sind Teil des 1930 als erstes im Gebiet des Main-Kinzig-Kreises angelegten Naturschutzgebietes Beilstein. Im Süden und Westen wird das NSG vom Villbach umflossen.

## Geschichte

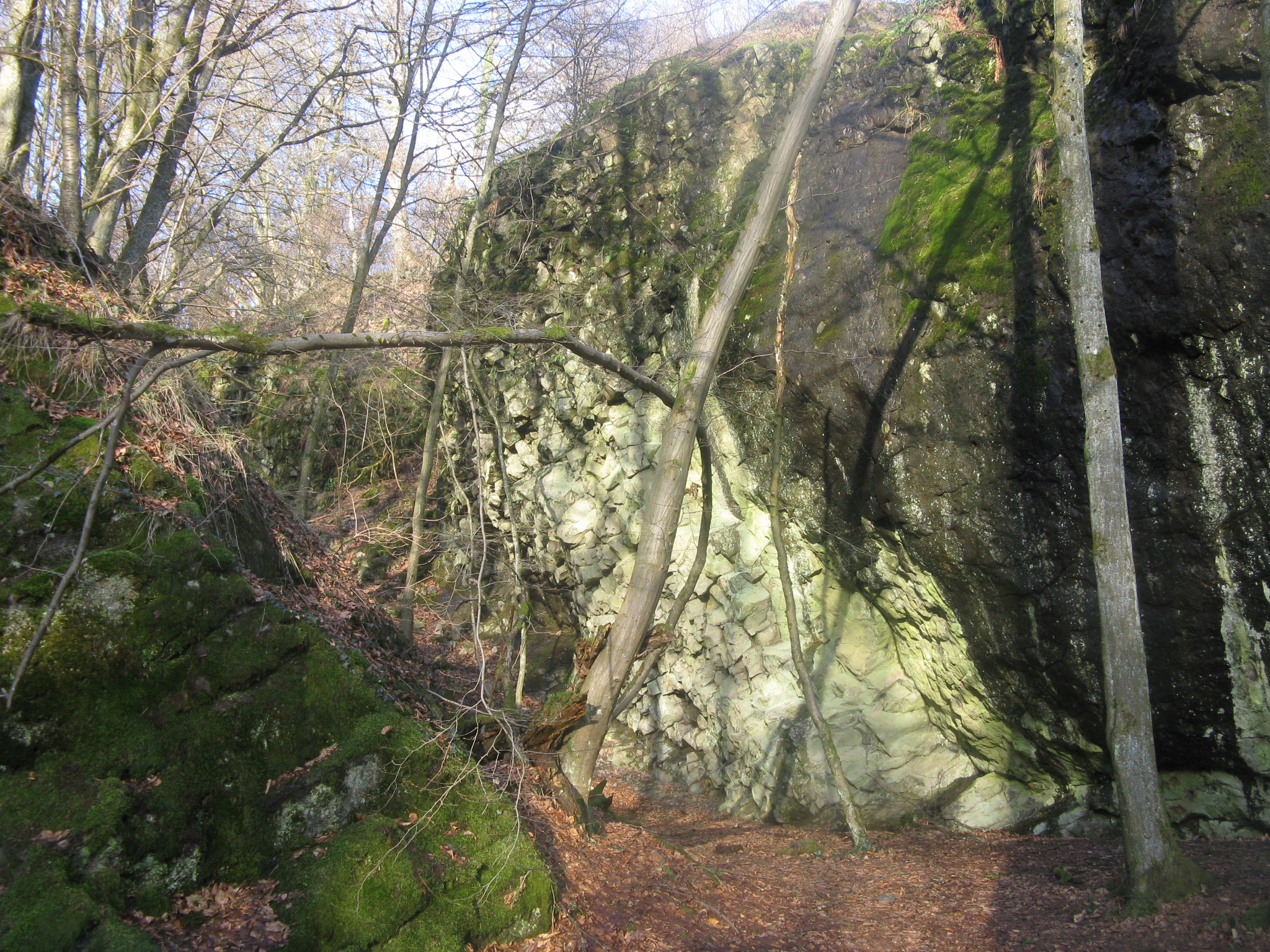
Basaltformation am Beilstein

Auf dem im Jahre 1059 das erste Mal urkundlich erwähnten Berg befinden sich die Überreste der kleinen, hochmittelalterlichen Burg Beilstein. Sie wurde wohl zum nördlichen Schutz der Kurmainzer Besitzungen um Aschaffenburg und Spessart sowie zur Kontrolle einer alten Straße erbaut. Vermutlich sollte sie ebenso dem Schutz und der Kontrolle der entstandenen Glashütten im nördlichen Spessart dienen.
1313 erwarb Kurmainz das wichtige Orb von den Büdinger Erben, den Herren von Trimberg und den von Hohenlohe-Brauneck. 1343 wird die Burg in einer Urkunde des Mainzer Erzbischofs Heinrich III. von Virneburg erstmals erwähnt. Edelknecht Fritz Forstmeister von Gelnhausen wird als Erbburgmann aufgeführt. Mainz besitzt aber nicht die ganze Burg, sondern sie war eine Ganerbenburg. Andere Ganerben sind mit Namen aber nicht urkundlich. 1346 wird die Burg an die Forstmeister von Gelnhausen, von Thüngen und Hoelin verpfändet.
1359 einigte sich der Mainzer Erzbischof Gerlach von Nassau mit den Rittern Diez von Tüngeda (Thüngen) und Friedrich Forstmeister von Gelnhausen samt ihren Familien über den ihnen von seinem Vorgänger Heinrich III. versetzten Teil der Burg Beilstein und ließ dies beurkunden.
Als die Herrschaft in dieser Region an die Grafen von Hanau überging, verlor die Burg ihre Bedeutung und verfiel. 1427 wird sie schon als verfallen erwähnt.
Die Gründung des Weilers Villbach wird mit der Burg Beilstein in Verbindung gebracht. Hier befand sich die erste Gerichtsstätte des Jossa-Tales. Erst 1571 wurde das Gericht nach Burgjoß und 1616 nach Orb verlegt.
Auf der Spessartkarte von Paul Pfinzing von 1562/94 sind Villbach (Fulbach), der Beilstein und Lettgenbrunn (Lettigborn) eingezeichnet. Die Burg wird hier noch als Ruine mit mehreren Gebäuden eingezeichnet.

## Anlage
Aufgrund der dürftigen Quellenlage ist nur wenig über die Burg bekannt. Die eher kleinere Burganlage am nördlichen Rand des Beilsteins besaß wohl noch eine Vorburg. Die Anlage besteht heute nur noch aus einem Überrest eines ehemals rechteckigen Mauerrings von etwa 12 Meter Seitenlänge, der in U-Form an einem scharf abfallenden Rand des Beilsteins noch erhalten ist. An der Innenseite bis 1,8 m hoch, weist die Außenmauer des Berings teilweise noch Höhen von über 3 m aus. Der Bering ist durchgehend gemauert gewesen und nicht zweischalig und verfüllt wie bei den meisten anderen Burgmauern.

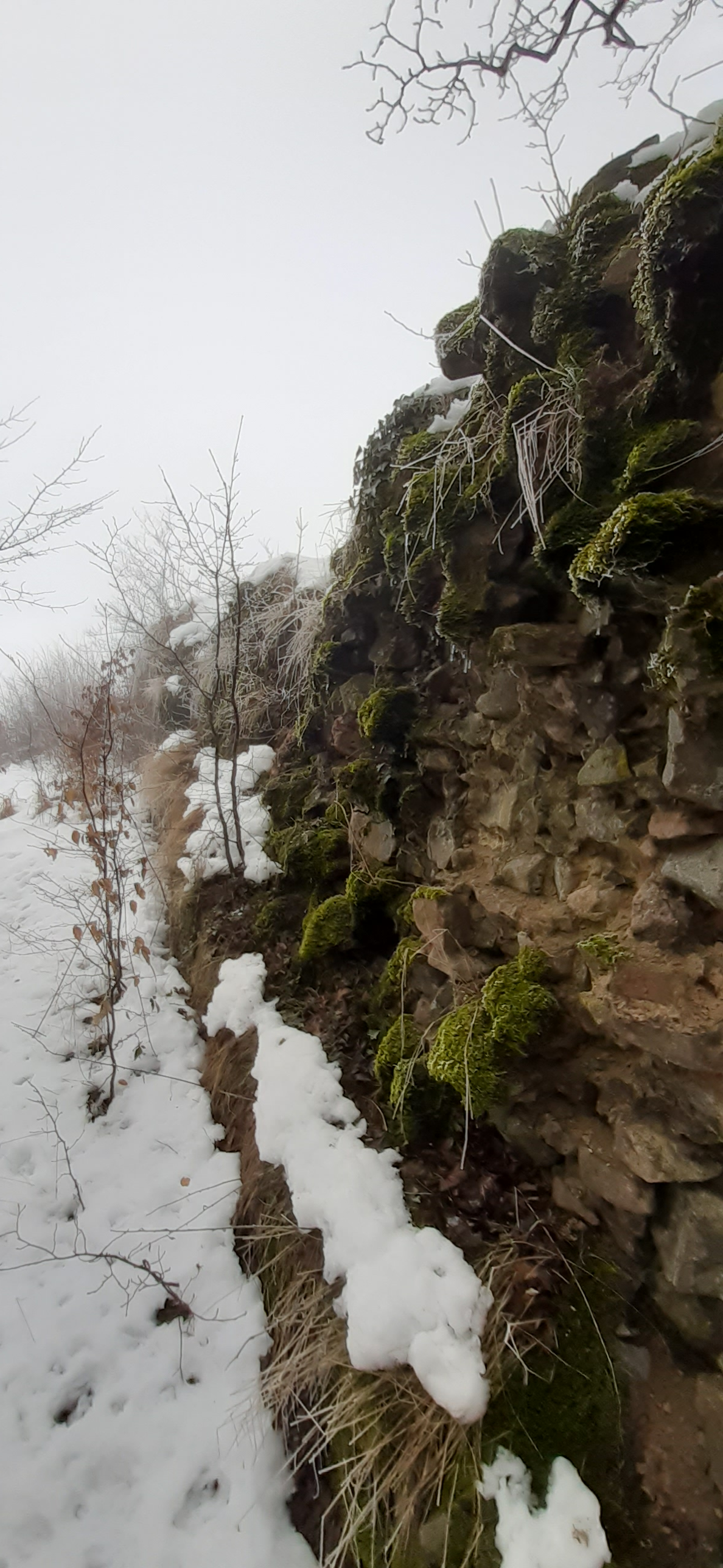
Außenansicht der östlichen Ringmauer (Blick nach Süden)
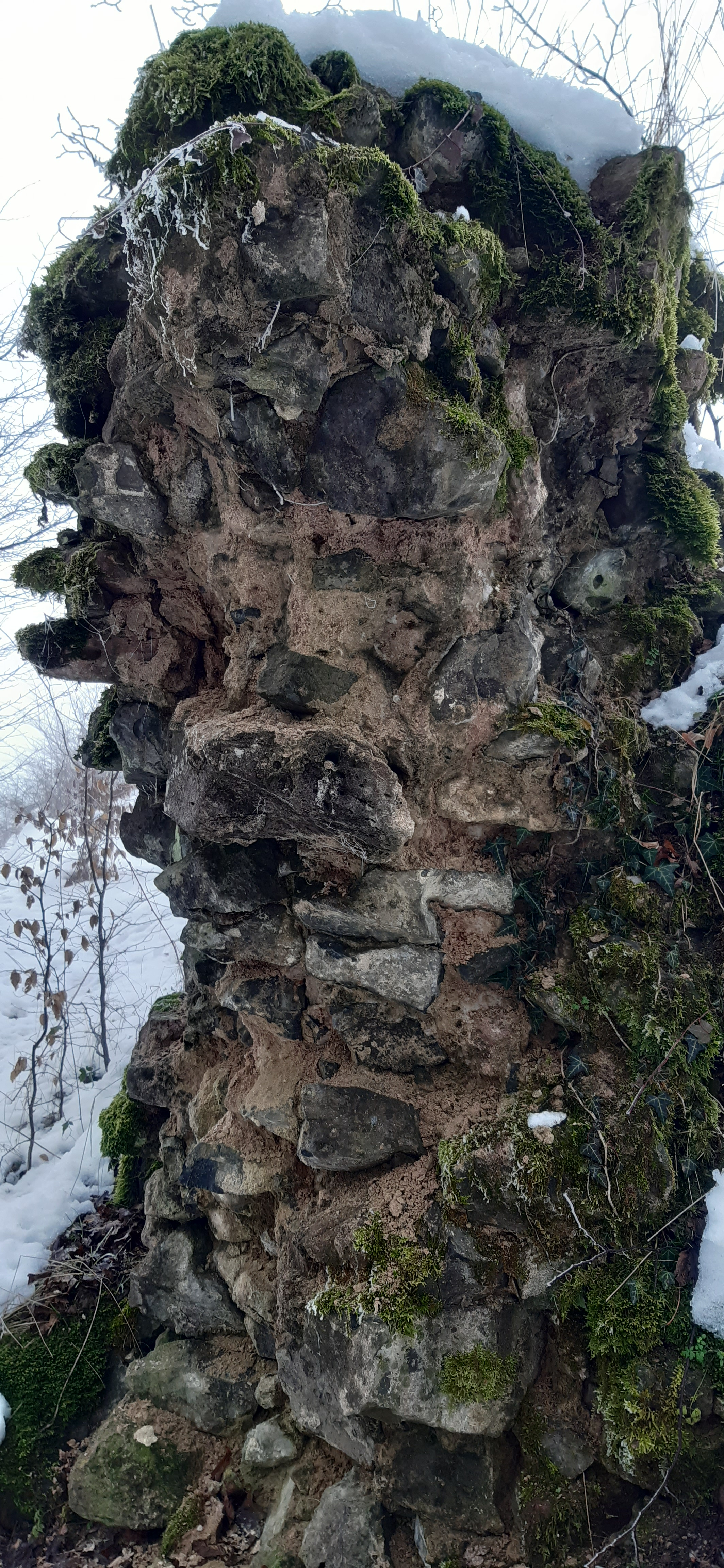
Ringmauer, durchgehend gemauert
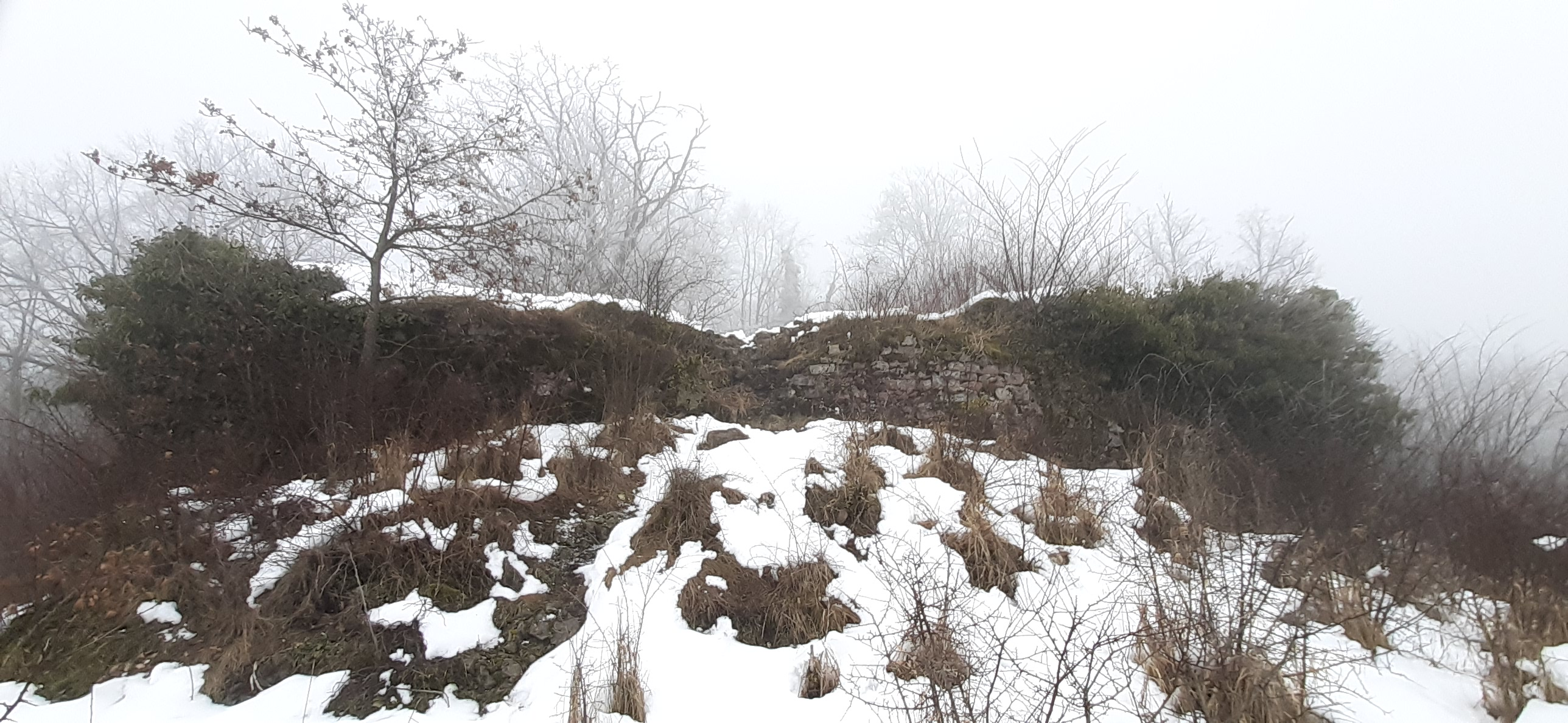
Erhaltener Mauerteil im Süden (Blick nach Norden)
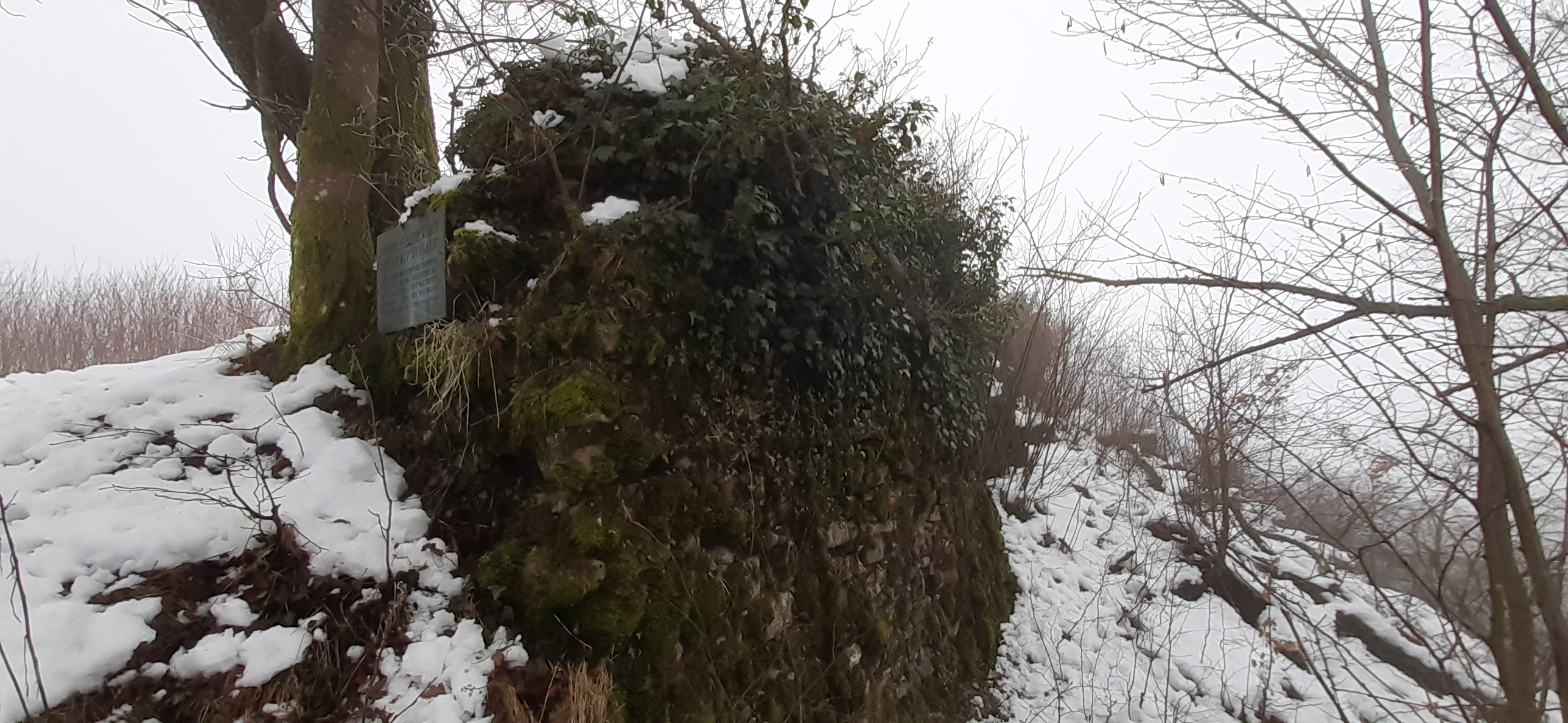
Erhaltener Mauerteil im Westen (Blick nach Süden)
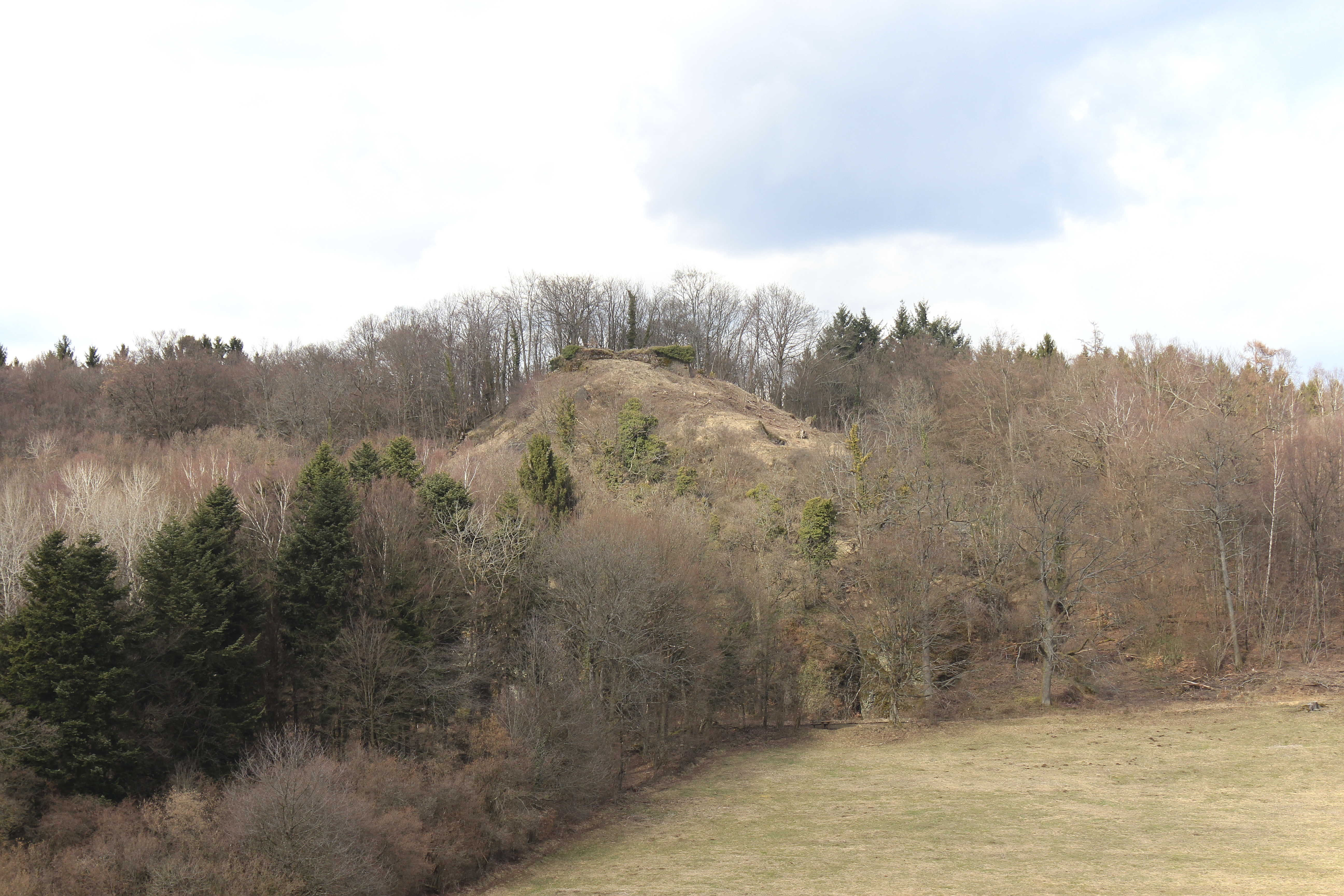
Blick von Süden auf Beilstein Berg und Burgruine

## Sonstiges
Berg und Burgruine mit naturnahen Mischwäldern gelten als Überwinterungsquartier für europaweit geschützte Fledermausarten und so ist der Berg vom Land Hessen inzwischen als Fauna-Flora-Habitat (FFH-Gebiet) ausgewiesen.
Der etwa 25 km lange Kulturradweg Perlen der Jossa als Bestandteil der hessischen Apfelwein- und Obstwiesenroute (Symbol: roter Apfel auf weißem Grund) führt unterhalb der Burg vorbei. Die Informationstafeln 1 (Start in Villbach) und 2 (Beilstein: Basaltkegel-Burgruine-Naturschutzgebiet) des Kulturweges des Spessartprojektes beinhalten Informationen zu Burg und Berg Beilstein.